# Завади-Дворські (Цехановський повіт)
Завади-Дворські (пол. Zawady Dworskie) — село в Польщі, у гміні Ґолимін-Осьродек Цехановського повіту Мазовецького воєводства.
Населення — 117 осіб (2011).
У 1975-1998 роках село належало до Цехановського воєводства.

## Демографія
Демографічна структура станом на 31 березня 2011 року:
|          | Загалом | Допрацездатний вік | Працездатний вік | Постпрацездатний вік |
| -------- | ------- | ------------------ | ---------------- | -------------------- |
| Чоловіки | 60      | 8                  | 46               | 6                    |
| Жінки    | 57      | 13                 | 31               | 13                   |
| Разом    | 117     | 21                 | 77               | 19                   |